# Дівчина поспішає на побачення
«Дівчина поспішає на побачення» (рос. «Девушка спешит на свидание») — білоруський радянський художній фільм 1936 року режисерів Михайла Вернера і Сергія Сидельова.

## Сюжет
Прибулі на курорт москвичі — працівник взуттєвої промисловості Гуров і інженер Федоров — забувають вдома паспорти. Дівчина-експедитор на пошті, поспішаючи на побачення, плутає конверти. В результаті швець отримав паспорт інженера, а інженер — шевця. Після маси комедійних непорозумінь все пояснюється з приїздом на курорт дружин потерпілих.

## У ролях
- Борис Петкер
- Михайло Ростовцев
- Віра Стрешньова
- Андрій Кострічкін
- Олександр Беніамінов
- Марія Барабанова
- Євгенія Голинчік
- Леонід Кміт

## Творча група
- Сценарій: А. Зорич
- Режисери-постановники: Михайло Вернер, Сергій Сидельов
- Оператор: Андрій Булінський
- Композитор: Ісаак Дунаєвський